# گووونه

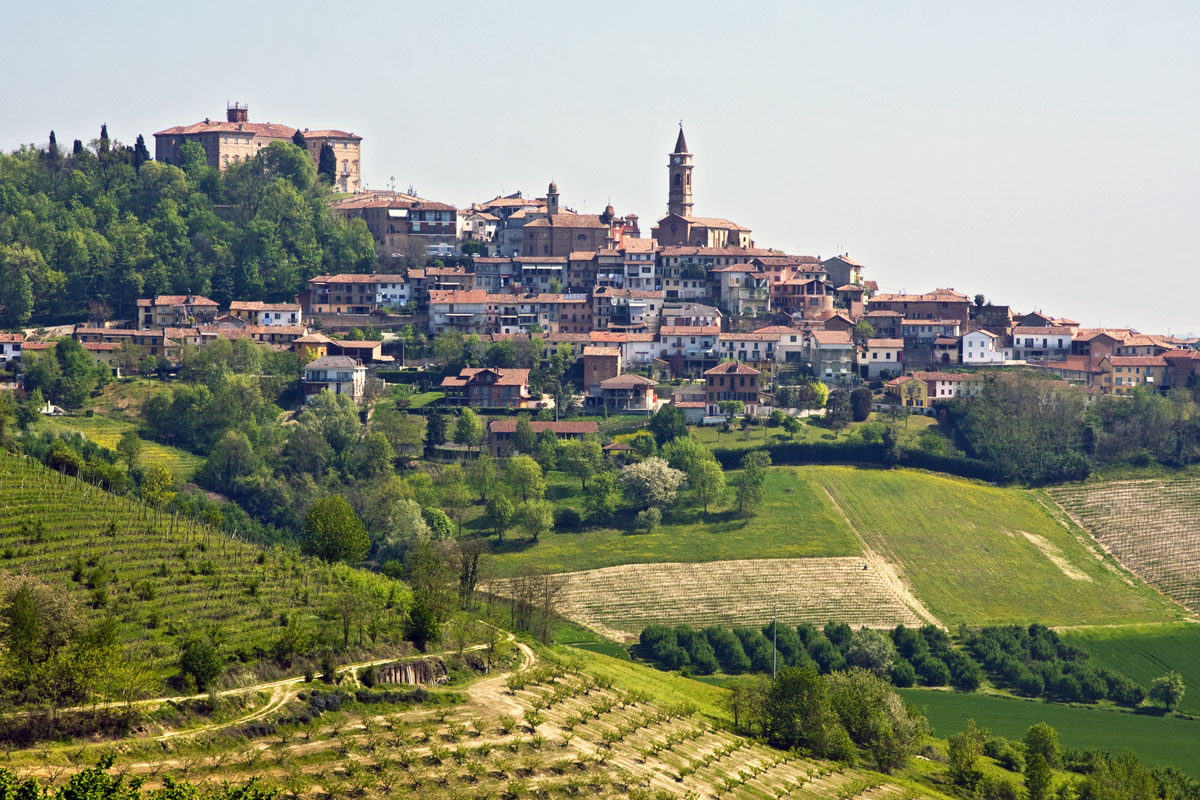
گووونه

گووونه (به ایتالیایی: Govone) یک کومونه در ایتالیا است که در استان کونیو واقع شده‌است.

## خصوصیات
گووونه ۱۸٫۸ کیلومترمربع مساحت و ۲٬۱۳۲ نفر جمعیت دارد و ۳۰۱ متر بالاتر از سطح دریا واقع شده‌است.